# Fota armata
Fota armata är en fjärilsart som beskrevs av Augustus Radcliffe Grote 1882. Fota armata ingår i släktet Fota och familjen nattflyn. Inga underarter finns listade i Catalogue of Life.